# Sperchia
Sperchia là một chi bướm đêm thuộc phân họ Tortricinae của họ Tortricidae.

## Các loài
- Sperchia intractana Walker, 1869